# Mochlotona phasmatias
Mochlotona phasmatias là một loài bướm đêm thuộc họ Geometridae. Nó được tìm thấy ở Úc.

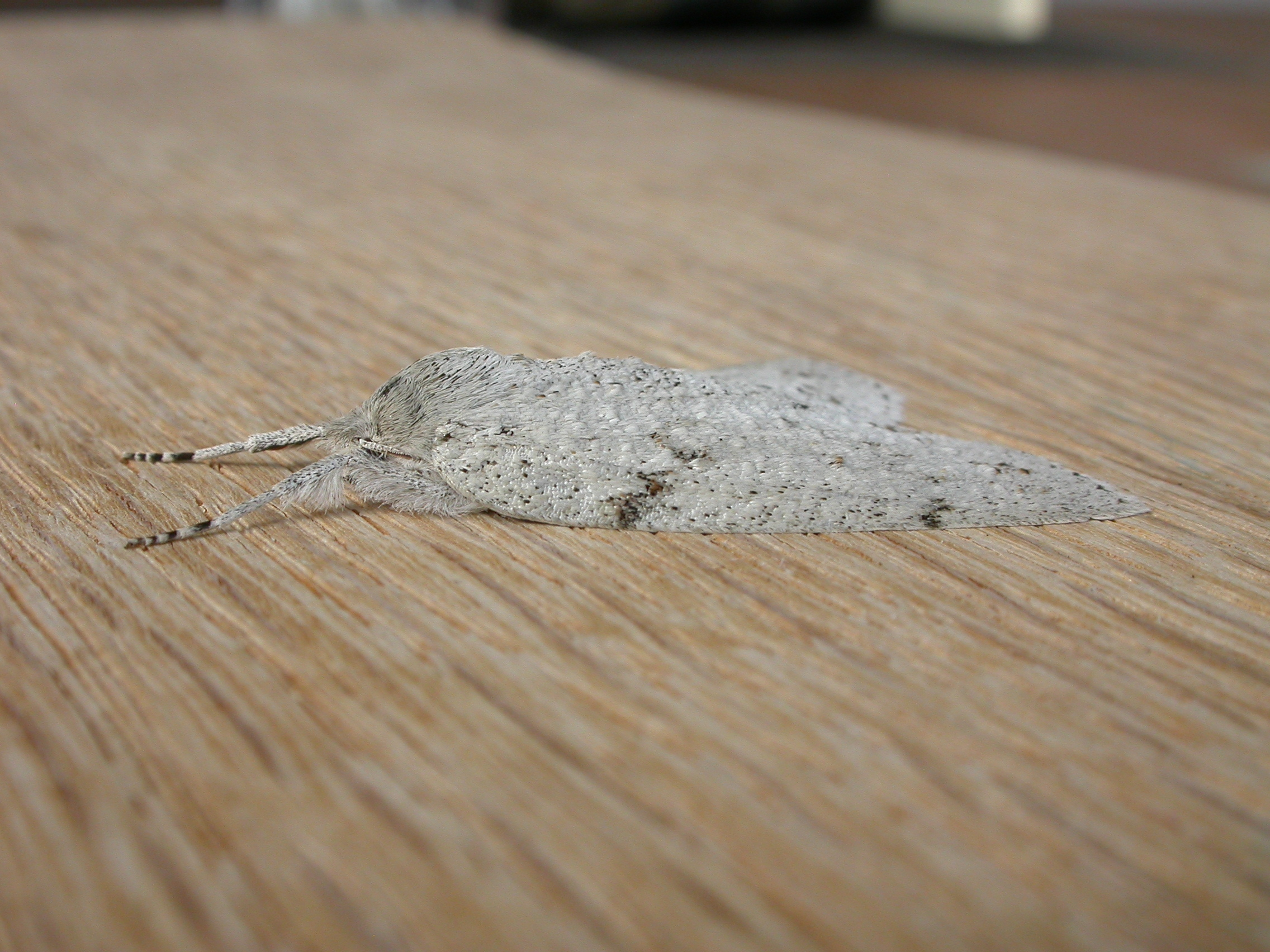

## Hình ảnh

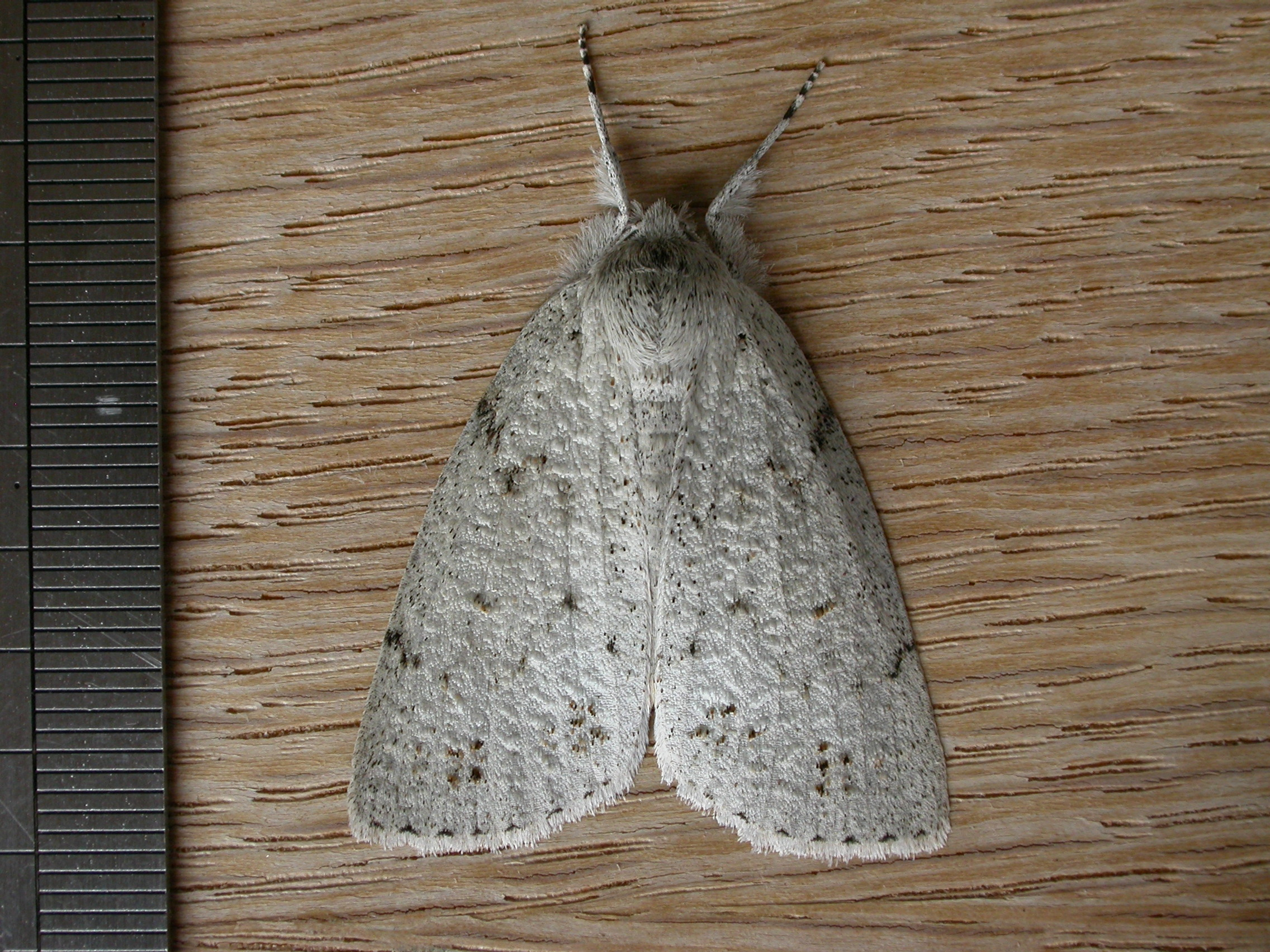